# René Haby
Pour les articles homonymes, voir Haby.
 (juillet 2018).
René Haby, né le 9 octobre 1919 à Dombasle-sur-Meurthe (Meurthe-et-Moselle) et mort le 6 février 2003 dans le 10e arrondissement de Paris, est un homme politique français. Ministre de l'Éducation nationale de 1974 à 1978, il est à l'origine de la loi Haby du 11 juillet 1975.

## Biographie

### Jeunesse et formation
Ancien élève au cours complémentaire de Dombasle, il est admis à l'École normale de Nancy en 1935. En 1938, il est nommé instituteur, dans la banlieue de Nancy. Mobilisé en 1940 et fait prisonnier, il est libéré. En 1941, il est affecté à Nancy.
En 1946, il obtient une licence. En 1954, il est agrégé de géographie. Sa thèse de doctorat, publiée en 1965, est consacrée aux Houillères de Lorraine et à leur environnement. 

### Enseignant, universitaire et haut fonctionnaire
De 1954 à 1962, il est proviseur des lycées de Saint-Avold, d’Avignon, de Metz, de Montgeron. Il est chargé de cours de géographie à la faculté des lettres de Metz (1964-1965), à la faculté des lettres de Nancy (1965-1970) et enfin à la Sorbonne (1970-1972).
De 1962 à 1965, il est directeur de la pédagogie au ministère de l'Éducation nationale. En 1963, il est nommé inspecteur général de l'Instruction publique. De 1966 à 1968, il est directeur de cabinet de François Missoffe, ministre de la Jeunesse et des Sports. Du 15 octobre 1972 à 1974, il est recteur de l'académie de Clermont-Ferrand.

### Ministre de l'Éducation nationale
Du 28 mai 1974 au 5 avril 1978, il est ministre de l'Éducation nationale dans le gouvernement Chirac I, puis est reconduit dans les gouvernements Barre I et II. Il est présenté par Valéry Giscard d'Estaing comme un technicien de l'éducation.
Membre du Parti républicain, il est élu député UDF en 1978, réélu en 1981 et 1986, il siège à l'Assemblée nationale jusqu'en 1988. Élu conseiller général en 1979, il vote blanc lors de l'élection du président du conseil général, ce qui provoque l'élection d'un président communiste, car il était mécontent de ne pas avoir été choisi comme candidat de la majorité à la présidence. Il devient vice-président du conseil général de Meurthe-et-Moselle en 1985.
Durant son passage au ministère de l'Éducation nationale, René Haby fait promulguer une loi de démocratisation qui porte son nom. Elle prévoit notamment la mise en place d'un « Collège pour tous » en continuité de l'« École pour tous ». On parle dès lors de « collège unique ». Cette loi avait l'ambition de la « réussite pour tous » mais est critiquée quant à la réussite de ses objectifs.

### Vie personnelle et mort
Il est le père de l'homme politique Jean-Yves Haby. Son épouse, Paulette Masson, meurt le 14 décembre 2016 à 94 ans.
René Haby meurt le 6 février 2003 dans le 10e arrondissement de Paris.

## Décorations
- Commandeur de la Légion d’honneur.
- Commandeur de l’ordre national du Mérite.
- Commandeur des Palmes académiques (1989)[5].